# Vill du ha din frihet får du ta den
Vill du ha din frihet får du ta den är en biografi om Ulf Lundell skriven av Måns Ivarsson som publicerades under hösten 2007. Biografin är uppdelad i tre delar med en sammanlagd volym på 987 sidor. Boken lägger fokus på Ulf Lundells verk snarare än kvinnorna och spriten. 
| ”               | Jag har skrivit den mot min bakgrund som musikjournalist. Jag såg Lundell första gången 1976 och har intervjuat honom regelbundet sedan 1978. Han är vår tids största svenska artist - som också haft ett väldigt dramatiskt liv och hållit kvar sina 1960-talsideal. Det är inte en auktoriserad biografi, men det har jag aldrig varit intresserad av. Lundell har svarat på en massa frågor och gett mig tillstånd att publicera ett flertal brev, bland annat de kring Fittstim-debatten. | „ |
| – Måns Ivarsson | |   |

## Mottagande
Peter Englund skrev i en recension publicerad i Expressen att boken lämnade honom kluven. Han kritiserade vad han uppfattade som en brist på analys och perspektiv trots dess vida omfång. 
| ”                                      | Ivarsson har lagt ned så mycket tid på att ställa ankorna på rad... att det sedan inte funnits kraft över till vettig analys | „ |
| – Peter Englund, historiker, Expressen | |   |

Englund avslutade sin recension med att även "ett halvlyckat monument är ändå ett monument".